# (97631) Kentrobinson
(97631) Kentrobinson est un astéroïde de la ceinture principale.

## Description
(97631) Kentrobinson est un astéroïde de la ceinture principale. Il fut découvert le 3 mars 2000 à la station Anderson Mesa par Larry H. Wasserman. Il présente une orbite caractérisée par un demi-grand axe de 3,12 UA, une excentricité de 0,05 et une inclinaison de 9,0° par rapport à l'écliptique.

## Compléments